# Ваја (ваздухопловна једрилица)
Ваја је једноседа ваздухопловна једрилица, дрвене конструкције. Име је добила према немачком називу за птицу грабљивицу луња. Пројектовао ју је једриличар и инжењер Hans Jacobs 1938. године. Пре, за време и после Другог светског рата производила се у Немачкој а после рата још и у Француској, Шпанији, Шведској и Југославији. Укупно је у свету произведено око 400 примерака ове једрилице.

## Пројектовање и развој
Ханс Јакобс је 1938. године пројектовао Вају са идејом да високоспособне једрилице постану јефтиније и лакше за производњу. У томе је и успео ова једрилица је направљена у више од 400 примерака. Постизала је јако добре спортске резултате који су превазиђени тек педесетих година двадесетог века.

### Технички опис
Ваја је била једрилица дрвене конструкције. Труп јој је био елипсастог облика обложен оплатом од шпера. На кљуну је била смештена пилотска кабина са поклопцем од плексигласа из једног дела.
Крила су била трапезастог облика са заобљеним крајевима а постављена на горњој ивици трупа тако да је летилица била класификована као висококрилац. Носећа конструкција крила је била дрвена са предње стране обложена дрвеном лепенком а задње ивице крила и управљачке површине пресвучене су импрегнираним платном. Аеропрофил крила, корен и средина је био Gö 549/676 а крај крила M12. Крила су била опремљена аеродинамичким кочницама и са доње и горње стране. На ранијим серијама коришћене су DFS кочнице које су касније замењене ефикаснијим Schempp-Hirth кочницама.
Раније верзије једрилица узлетеле су с колица и слетиле су на фиксни клизач, док касније верзије имају фиксни точак и клизну скију.

### Варијанте једрилица
- DFS Weihe - оригинална првобитна производна верзија
- Jacobs-Schweyer Weihe - друга производна верзија производила се у Немачкој пре 2. светског рата
- Weihe 50 - Focke-Wulf - Једрилица са фиксним точком и дужим носом, која се производила у Немачкој после 2. светског рата у фирми Foke-Wulf
- VMA-200 Milan - послератна производња у фрацуској фирми Minie Saint-Syr
- AB Flygindustri Se-104 - послератна лиценцна производња у Шведској за шведско ратно ваздухопловство, произведено 19 примерака
- AISA Weihe - послератна лиценцна производња у Шпанији произведено 6 примерака
- Letov Vaja - Једрилица Ваја која се производила у фабрици Летов Љубљана
- Utva Vaja - Једрица Ваја која се производила у фабрици УТВА у Панчеву

## Карактеристике
Карактеристике наведене овде се односе на једрилицу Ваја а према изворима.
Напомена: Вредности дате у заградама се односе на једрилицу немачке производње.
| Финеса      | 1 : 29 при брзини 70 km/h (1 : 31 при брзини 70 km/h) |
| Перформансе | - максимална брзина 215 km/h - минимална брзина 45 km/h - минимално пропадање 0,58 m/s при брзини 50 km/h                                                         |
| Димензије   | - размах крила 18,00 m - дужина 8,30 m - површина крила 18,34 m² - аеропрофил крила Gö 549/676 крај крила M12 - макс. оптеречење крила; 18,26 kg/m² (17,85 kg/m²) |
| Маса        | - сопствена 220 kg (190 kg) - полетна 335 kg (325 kg) - водени баланс; нема                                                                                       |

## Оперативно коришћење
Једрилица Ваја је победила на два велика првенства у једриличарству у Швајцарској 1948. године. На Светском једриличарском првенству у Еребру Шведска учествовао је и југословенски такмичар Макс Арбајтер који је са Вајом освојио 4. место. Интересантно је било на овом такмичењу да је од првих осмопласираних пилота 7 летело на једрилици Ваја. Ваја држи и светски рекорд у висини лета од 9.665 m који је постигао 1959. године, 20 година након првог лета ове једрилице, пилот Дик Џонсон на америчком првенству у ваздушном једрењу (US National Soaring Championship).
На југословенским такмичењима Ваја је имала запажене резултате. На Савезном ваздухопловном слету у Руми 1949. године Макс Арбајтер је освојио са Вајом 1. место, прву дијамантску једриличарску значку освојио је на Ваји љубљански једриличар Франц Мордеј са прелетом преко 500 km од Вршца до Катеринија у Грчкој крај Солуна. Читава плејада југословенских једриличара је са овом летилицом освојила дијамантске једриличарске значке за висинске и даљинске рекорде.
Прва Ваја је стигла у Југославију 1945. године, када је у Аустрији пронашао и заробио инж. Борис Цијан официр Југословенске армије и пребацио у Марибор. Потребе за оваком једрилицом је била велика, с обзиром на планове обуке југословенских пилота. На основу ове једрилице направљени су планови (цртежи) и започета производња у фабрици Летов из Љубљане 1949.г. Ускоро је у ову производњу укључена и фабрика Утва из Панчева. План је био да свака фабрика направи по 50 једрилица. Прва једрилица је, са фабричким бројем 383, из фабрике Летов полетела 1953. г. Главна разлика између једрилица произведених у овим фабрикама била је у томе што је једрилица из Утве била нешто тежа. То је настало јер је коришћен буков шпер, за разлику од Летова који је користио брезов шпер. Друга разлика је била у аеродинамичким кочницама, Утвине су имале Schempp-Hirth, а Летове DFS кочнице.
Једрилице Ваја су коришћене у готово свим аеро клубовима широм Југославије. По овој једрилици Аеро клуб са Новог Београда носи име Ваја.

## Сачувани примерци
Три једрилице Ваја се чувају у Музеју ваздухопловства у Београду на аеродрому "Никола Тесла". То су регистарски бројеви YU-4073; YU-4089 и YU-4093, нажалост ниједна од ових једрилица није у изложбеној поставци него се чувају у депоу музеја тако да нису доступни јавности. По један примерак једрилице Ваја су сачуване у ваздухопловним музејима у Немачкој, Шведској и Финској а две у Словенији. Пет једрилица овог типа у летном стању регистроване су у Немачкој (D-0084; D-0700; D-7080; D-8239 i D-8866) и две у Словенији (S5-1003, бивша YU-4114) и S5-1115 (бивша YU-4115).

## Земље које су користиле ову једрилицу
| - Аустрија - Југославија - Финска - Немачка - Француска | - Шпанија - Шведска - Словенија - Грчка |